# Cixius spira
Cixius spira är en insektsart som beskrevs av Tsaur 1991. Cixius spira ingår i släktet Cixius och familjen kilstritar. Inga underarter finns listade i Catalogue of Life.